# Suzanne Honoré-Duvergé
Suzanne Duvergé, también conocida como Suzanne Honoré-Duvergé, (Oloron Sainte-Marie, 13 de julio de 1909-París, 17 de marzo de 2000) fue una bibliotecaria, archivista e historiadora francesa. Por su contribución a la biblioteconomía recibió en reconocimiento los premios: Comendador de la Orden Francesa de Palmas Académicas, Orden del Mérito, Legión de Honor, Oficial de la Legión de Honor en 1958, 1960 y 1976 respectivamente. Fue una especialista en el reinado de Carlos II de Navarra.

## Biografía
Nació el 13 de julio de 1909 en Oloron-Sainte-Marie (Pirineos Atlánticos). Estuvo casada con un escultor, Pierre-Henri-Félix Honoré con quien tuvo tres hijos. Murió el 17 de marzo de 2000 en París.

### Educación
Se licenció en Geografía e Historia en 1928. Se matriculó en la École Nationale des Chartes donde se graduó en 1932 de archivista paleógrafa como la primera de su promoción con una tesis sobre «Les relations de la Navarre avec l'Aragon et la Castille sous le règne de Charles le Mauvais (1349-1387)» ("Las relaciones de Navarra con Aragón y Castilla durante el reinado de Carlos el Malo, 1349-1387"). Fue miembro de la Escuela Francesa de Roma y de la École de Hautes Études Hispaniques et Ibériques (EHEHI) en la Casa de Velázquez.

### Carrera profesional
En 1936 se unió a la Biblioteca Nacional de Francia como voluntaria, luego, en 1943, se empleó a tiempo completo como personal de esta biblioteca. Finalmente se convirtió en bibliotecaria titular. Tuvo mucho conocimiento de la Biblioteca Nacional y la catalogación, lo que le dio la oportunidad de crear el primer encabezamiento de materia de entidades que apareció en el catálogo "Schneider et Cie".
Durante muchos años estuvo a cargo de un curso sobre archivos impresos en la pasantia sobres archivos internacionales organizado por la Dirección de Archivos de Francia. También inauguró la sección de publicaciones oficiales, fue nombrada conservadora jefe en 1963 y se le encomendó la dirección del departamento de canje internacional. Creó el primer catálogo de autoridades en Francia, que incluyó encabezamientos de materia oficiales y privados.
De 1967 a 1979, fue directora del departamento de ingresos de la Biblioteca nacional de Francia. Comprometida en el ámbito sindical, desde 1964 a 1969 fue la presidenta de la Association des Bibliothécaires Français. Sin embargo, en 1971 fue nombrada miembro de la flamante Comisión para la coordinación de la documentación administrativa creada por el Primer Ministro, y trabajó dentro del comité de publicaciones de esta comisión. Mientras estuvo en este cargo, fue pionera en la informatización de la Bibliografía de Francia. Entendió la importancia de la catalogación colectiva, lo que la llevó a involucrarse en el tema con el conservador de la Biblioteca de la Universidad de Grenoble, Marc Chauveine, en los formatos de Catalogación legible por máquina (MARC). La participación de Honoré dio origen al primer catálogo francés en este formato, luego a Intermarc y Unimarc. Después de trabajar extensamente en la Biblioteca Nacional de Francia, se jubiló en 1978.

## Obras
Entre sus publicaciones historiográficas, reseñar varios artículos dedicados a aspectos de la Historia de Navarra o Aragón, siendo más numerosos los dedicados a la figura de Carlos II de Navarra:
- «Le rôle de la papauté dans la guerre de l'Aragon contre Gênes (1351-1356)». Mélanges d'archéologie et d'histoire 50 (1): 221-249. 1933. ISSN 0223-4874. doi:10.3406/mefr.1933.7238.
- «La solution du conflit entre l'Aragon et Gênes (1357-1378)». Mélanges d'archéologie et d'histoire 51 (1): 240-257. 1934. ISSN 0223-4874. doi:10.3406/mefr.1934.7251.
- «La Chronique de Garcí López de Roncesvalles, trésorier de Navarre». Bulletin Hispanique 37 (4): 437-453. 1935. ISSN 0007-4640. doi:10.3406/hispa.1935.2688. Centrada en la obra del tesorero y cronista del Reino de Navarra, Garci López de Roncesvalles.
- «Registres de la chancellerie navarraise du temps de Charles le Mauvais». Bibliothèque de l'école des chartes 97 (1): 91-101. 1936. ISSN 0373-6237. doi:10.3406/bec.1936.452475.
- «Un fragment de compte de Charles le Mauvais (1358)». Bibliothèque de l'école des chartes 102 (1): 292-297. 1941. ISSN 0373-6237. doi:10.3406/bec.1941.449254.
- «Le prétendu vitrail de Charles le Mauvais à la cathédrale d'Évreux». Bulletin Monumental 101 (1): 57-68. 1942. ISSN 0007-473X. doi:10.3406/bulmo.1942.9289.
- «Un testament de Chartes le Mauvais (1361)». Mélanges dédiés à la mémoire de Félix Grat 2. 1949. pp. 327-343. Consultado el 11 de febrero de 2024.
- «L'origine du surnom de Charles le Mauvais». Mélanges d'histoire du Moyen Âge dédiés à la mémoire de Louis Halphen. Paris. 1951. pp. 345-350.
- «Notes sur la politique économique de Charles le Mauvais en Navarre». Actas del Primer Congreso Internacional de Estudios Pirenáicos. San Sebastián, 1950,  Vol. 6, 1952 (Sección V: Historia, Arte y Derecho), págs. 95-107 (Instituto de Estudios Pirenaicos): 95-107. 1952.
- Chaucer en Espagne? (1366). [s.n.] 1955. OCLC 491966440. Este artículo tiene el mérito de haber sacado a la luz la presencia de Geoffrey Chaucer en España y la posible influencia literaria que pudo suponer en su obra.[12]

## Reconocimiento
Por su trabajo de bibliotecóloga, fue reconocida y condecorada con varios premios honoríficos.
- Comandante de la Orden Francesa de Palmas Académicas en 1958.[3]
- Orden al Mérito en 1960.[3]
- Legión de Honor en 1960.[3]
- Oficial de la Legión de Honor en 1976.[3]